# ジツロク・クモノイト
『ジツロク・クモノイト』は、VALSHEの3枚目のミニアルバム。2015年6月24日にBeingから発売された。

## 概要
前作から9か月ぶりとなった本作は近現代の文学作品をモチーフに制作された。初回限定盤は芥川龍之介の作品「蜘蛛の糸」の引用文をバックに本を読むVALSHEの姿をフィーチャーしたものになっている。初回盤はタイトル曲のプロモーション・ビデオを収録したDVD付き。Musing盤にはCDのほか、収録曲に基づいたストーリーが描かれた絵画短編集などが付属する。この短編集のイラストは絵師の白皙が担当した。

## 収録曲
CD
1. ジツロク・クモノイト
モチーフ：芥川龍之介「蜘蛛の糸」[1][2]
作詞：ViCTiM / 作曲：minato / 編曲：丸山真由子
2. 破戒の枝
モチーフ：島崎藤村「破戒」[1]
作詞：VALSHE / 作曲：小内喜文 / 編曲：G'n-
3. 人間失覚
モチーフ：太宰治「人間失格」[1]
作詞：VALSHE / 作曲：minato / 編曲：minato・林良
4. MANY ORDER
モチーフ：宮沢賢治「注文の多い料理店」[1]
作詞：VALSHE / 作曲：minato / 編曲：大西俊也
5. 暗い夜の行き路
モチーフ：志賀直哉「暗夜行路」[1]
作詞：minato / 作曲：VALSHE / 編曲：丸山真由子

DVD
1. ジツロク・クモノイト (Music Video)
2. ジツロク・クモノイト (Making)